# Rito (Cubango)
Rito é uma vila e comuna angolana que se localiza na província do Cubango, pertencente ao município de Nancova.